# Skákdeild Breiðabliks
Skákdeild Breiðabliks – islandzki klub szachowy z siedzibą w Kópavogurze.

## Historia
Szachowa sekcja Breiðablik została utworzona w 2012 roku. W 2016 roku zespół awansował do 3. deild (trzeci poziom rozgrywkowy). We wrześniu 2017 roku klub połączył się z Taflfélag Bolungarvíkur. Zespół zajął w 2018 roku dziewiąte miejsce w 1. deild, następnie szóste i siódme. Po reformie rozgrywek w 2021 roku, klub zajął piątą pozycję w sezonie 2021/2022, a następnie ostatnią – szóstą, skutkującą spadkiem z ligi. W 2024 roku zespół powrócił do pierwszej ligi. Również w 2024 roku zespół zadebiutował w Pucharze Europy. Zespół wygrał wówczas mecze z St Benildus Chess Club, HSK Lister Turm, Blackthorne i Gambitem Skopje, zremisował z Werderem Brema oraz przegrał z Rishon LeZion Chess Club A i SG Riehen, zajmując w końcowej klasyfikacji 22. miejsce na 84 uczestniczące kluby. W sezonie 2024/2025 Breiðablik zajął czwarte miejsce w mistrzostwach kraju.